# Саламзаде, Абдул Вагаб Рагим оглы
Абдул Вагаб Рагим оглы Саламзаде (азерб. Əbdülvahab Rəhim oğlu Salamzadə; 16 февраля 1916, Шемахы, Бакинская губерния — 19 августа 1983, Баку) — азербайджанский советский искусствовед, архитектор, доктор искусствоведения, академик, заслуженный строитель Азербайджанской ССР, заслуженный деятель науки Азербайджанской ССР (1982), заместитель директора Института архитектуры и искусства АН Азербайджанской ССР, руководитель отдела истории и теории архитектуры.

## Биография
Родился 16 февраля 1916 года в городе Шемахы. С юных лет проявлял интерес к художественному искусству и архитектуре, памятникам архитектуры.
Абдул Вагаб Саламзаде был первым азербайджанским учёным, исследовавшим памятники архитектуры Азербайджана. Ему принадлежат заслуги в исследовании Нахичеванской и Ширванской архитектурных школ, выявлении Тебризской и Арранской архитектурных школ.

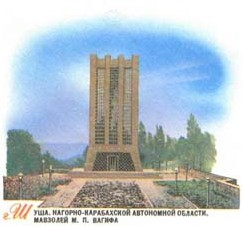
Изображение мавзолея Вагифа в Шуше на почтовом конверте издания 1983 года. Архитекторы Саламзаде и Кануков

Деятельность Саламзаде не ограничивалась только научно-исследовательской работой. Абдул Вагаб Саламзаде объезжал районы Азербайджана, знакомился с состоянием архитектурных памятников, измерял их размеры, участвовал в составлении эскизов реставрации. В 1962 году он стал заместителем председателя Научно-методического совета по охране памятников культуры при Президиуме АН Азербайджанской ССР.
Саламзаде был преподавателем Азербайджанского государственного университета, руководил аспирантами в Институте архитектуры и искусства. Являлся членом правления и Президиума Союза архитекторов Азербайджанской ССР.
Саламзаде лично участвовал в реставрации архитектурных памятников. Среди них мавзолеи Момине-хатун и Юсифа ибн Кусейра в Нахичевани. В 1958—1959 годах Саламзаде принимал участие в реставрации мавзолея в селении Карабаглар. По воспоминаниям принимавшего участие в реставрации заслуженного художника Азербайджана Агарагима Алиева, Саламзаде несмотря на аварийное состояние минаретов мавзолея проводил часы рядом и внутри минаретов, снимая эскиз по сохранившимся фрагментам композиции.

Надгробный памятник Абдул Вагаба Саламзаде на II Аллее почётного захоронения в Баку

Саламзаде является автором таких работ как «Памятники говорят» (Баку, 1952), «Памятники архитектуры Азербайджана» (Баку, 1958), «Аджеми Нахчывани» (Баку, 1976), «Памятники вдоль Аракса» (совместно с Камилем Мамед-заде; Баку, 1979). Значимым трудом Саламзаде считается труд «История архитектуры Азербайджана» написанный на русском совместно с Микаэлем Усейновым и Леонидом Бретаницким (Москва, 1963).
В 1982 году в Шуше над могилой видного азербайджанского поэта Молла Панаха Вагифа по проекту Саламзаде и Канукова был воздвигнут мавзолей.
Абдул Вагаб Саламзаде был также одним из первых исследователей истории градостроительства Азербайджана, исследовал культуру строительства таких городов как Шуша, Шеки.

## Память
- Именем Абдул Вагаба Саламзаде названа одна из улиц города Баку[4].